# Kalki Purana

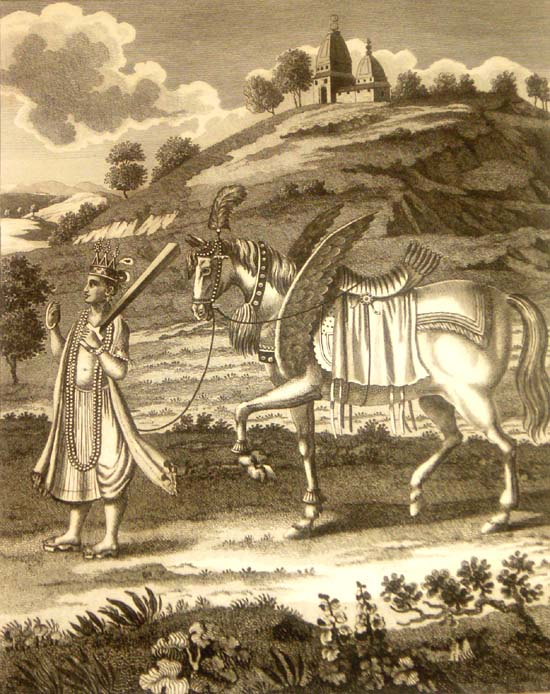
Gravure sur cuivre de Kalki de la fin du XVIIIe siècle

Kalki Purāṇa est un texte sanskrit qui fait partie du corpus des Purāṇa mineures (Upapurāṇa).